# Adriana Pissardini
Adriana Pissardini (São Paulo, 22 de fevereiro de 1974) é uma dubladora brasileira.
Em 2006, recebeu o Troféu Anime Dreams, pelo conjunto de sua obra, no Oscar de Dublagem, dividindo o prêmio com Ricardo Juarez.
Ela também foi indicada a Melhor Dubladora de Protagonista no Prêmio Yamato de 2005 por seu trabalho como Shaine em As Espiãs!